# 杜畿
杜 畿（と き、延熹6年（163年） - 黄初5年（224年））は、中国後漢末期から三国時代の魏にかけての政治家。字は伯侯。司隸京兆尹杜陵県（現在の陝西省西安市雁塔区）の人。子は杜恕・杜理・杜寛。孫は杜預。傅玄の『傅子』によると、前漢の杜延年の子孫だという。魏に仕え、郡太守として功績を挙げた。

## 経歴

### 曹操に仕える
幼少のころに父が亡くなり、以後継母に苛められて育ったが、その継母に対して実母の様に尽くしたことで、非常な孝行者として評判を得た。
20歳の時に郡の功曹となり、空席だった鄭県令を代行した。数100を越す未決の囚人達がいたが、杜畿は着任早々裁判に自ら赴き、その全てを公正適切に審議し判決を下した。
孝廉に推挙され、さらに漢中府の丞（次官）に任命された。しかし天下が大いに乱れたので、官を捨てて一度荊州に移り住み、建安年間になって帰郷した。
京兆尹の張時は旧知であったため、杜畿を再び功曹に採り立てた。しかし張時は、杜畿の性格が大雑把であるため功曹には不適格だと思った。杜畿はひそかに自分が功曹の器などではなく、太守の器であると言ったという（『魏略』）。
その後、杜畿は荀彧の推薦があったため、曹操に仕えた。曹操はまず杜畿を自分の司直（司空司直）にした。さらにそのあとで護羌校尉とし、西平太守に任命した上で、節を持たせ西域へ派遣した。

### 河東太守として
206年、曹操が河北の袁家をほぼ平定し終えた後、并州において高幹が大規模な反乱を起こした。曹操は荀彧に「関西の将軍どもは自分の兵力をかさに着ている。張晟は兵力を持ち、荊州の劉表とも連携しておる。また、河東郡の衛固・范先はそれらの勢力を頼みとし、恐らく予に従わず高幹に呼応し反乱するに違いない。王邑に代わって河東を鎮めることの出来る人物はおらぬか」と訊ねた。これに対し、荀彧が杜畿で十分だと即答したので、曹操は杜畿を太守として河東へ送ることにした。
杜畿が赴任しようとすると、河東へ入る途中の橋が衛固らによって切り落とされていたので、立ち往生してしまった。曹操は夏侯惇に命じて彼らを討伐しようとした。しかし杜畿は「河東には3万戸の民がおります。大軍を赴かせてしまったら、范先らに脅迫され止むを得ず服従していた者までもが、本当の敵となってしまいます。衛固は、太守の交代に表向き抗議しているだけに過ぎませぬから、討伐の前に奴らの懐に入り、有利な手立てを講じるのがよいでしょう」と言い、間道を通って一台の車のみで河東に入った。
范先は杜畿を殺害しようと思ったが、まずは脅そうと考え役所の役人数十人を斬り殺した。しかし杜畿が平然とした態度で振る舞ったため、衛固は杜畿を殺しても得にならないと思い、やむなく面従腹背で仕えることにした。また杜畿の方も平身低頭で衛固・范先に接し、衛固に都督を任せると共に丞の役職も兼務させ、功曹にも任命した。さらには范先にも、将校・軍吏・兵士3000余の指揮を任せた。このため衛固・范先は杜畿を侮り、無警戒で好きなように振舞った。
衛固らが数千の兵士を動員しようとすると、杜畿は「あまりに事を急いで大げさに進めるとかえって仇になります。少しずつ資金をかけて兵を纏めるのが良いでしょう」と偽りの助言をした。果たして将校達は資金を横領するために応募者数を水増ししたため、兵が僅かしか集まらなかった。また「兵士を掻き集めても、彼らは我が家のことが心配でなかなか出仕しないだろうから、交互に勤務を組んで休暇を与えてやれば良い。有事の際に改めて徴集できるようにするだけでも良いではないか」と助言し、衛固らの手元に置く兵を減らそうとした。民心を失うことを嫌った衛固らは杜畿の言葉に従った。結果、杜畿に味方する者達はひそかにまとまったのに対し、衛固らに味方する者達は疎らになってしまった。
各地では、張白騎が東垣を攻撃したり、高幹が濩沢に侵攻したりした。さらに、上党の諸県が高官を殺害し、弘農では太守が捕らえられた。しかしこのような情勢が聞こえてくる中でも、衛固らはなかなか兵を集めきれなかった。杜畿は諸県を味方につけていたので、この時とばかりに数十騎の部下を伴って役所を脱出し、張辟で衛固らに抵抗することにした。杜畿に味方する官吏や人民は、数十日で4000人ほどが集まった。これに対し、衛固らは高幹・張晟と共に杜畿を攻撃したが勝てず、諸県を荒らしまわることしかできなかった。そうこうしている内に、夏侯惇率いる大軍が現れたため、高幹・張晟は敗走してしまった。また范先・衛固も包囲されて首を斬られた。その際、杜畿は首謀者のみを処罰し、残りの者を罪に問わず、各々の仕事に復帰させた。
こうして河東を治めることになった杜畿は、恩恵を持って統治に当ったため、訴訟も減少した。また管轄の県に忠孝な者を推挙させ、彼らの労役を免除したり、牝牛・牝馬を住民に割り当て、育成させたりもした。冬には軍事訓練を行ない、自ら学校を作って講義を行なうなど、教育も施した。
以降河東は豊かになり、211年に曹操が馬超・韓遂と戦った際は、弘農や馮翊が動揺した中で河東郡だけが動揺しなかった。曹操は兵糧の全てを河東に頼った。戦いの後、曹操は杜畿の統治を高く評価し、俸禄を加増した。
曹操が漢中に遠征したときも、杜畿は兵糧の輸送を欠かさず行ない、しかも運送者から逃走する者を1人も出なかった。このことを曹操に賞賛され、魏国の尚書に採り立てられた。
杜畿の統治は16年間に及び、天下第一の治績を挙げたと賞賛された。

### 中央に召還
220年正月、曹操が亡くなり曹丕が魏王になると、杜畿は中央に召し返され尚書となり、関内侯に封ぜられた。
同年10月、曹丕（文帝）が帝位につくと、杜畿は司隷校尉（洛陽や長安のある司州の長官）の職を代行することになり、豊楽亭侯に封ぜられた。
その後、曹丕が呉に親征すると尚書僕射に採り立てられ、留守中の政務を執り仕切った。222年7月、冀州が蝗害に遭った際、官倉を開いて救済する時の使者になっている。

### 横死
曹丕が許昌に行幸したとき、杜畿はまた留守役を命じられた。曹丕は杜畿に命令し、天子が乗る楼つきの船を建造させた。杜畿は船を作り上げ、陶河にて諸葛誕らと試走を行なったが、そのときの強風で船が転覆してしまい溺死した。62歳だった。太僕を追贈され、戴侯と諡された。

### 後継ぎ
後を継いだ子の杜恕は功績を挙げ、建威将軍・幽州刺史・使持節烏桓校尉にまで昇ったが、郡太守としての力量は杜畿に及ばなかったという。その弟の杜理は若い頃から才能があり、杜畿に目をかけられていたが、早くに亡くなった（『杜氏新書』）。杜恕の子で孫にあたる杜預は司馬氏の縁戚となり重用され、西晋の時代まで活躍し、武将としては呉を平定する大功を立てると共に、儒学者としても名を残した。

## 参考資料
- 『三国志』